# Потрійний-А синдром
Потрійний-А синдром (англ. Triple-A syndrome; також синдром Оллгрова, англ. Allgrove's syndrome; синдром ахалазія, аддісоніанізм, алакрімія, англ. Achalasia-Addisonianism-Alacrima syndrome) — рідкісний аутосомно-рецесивний синдром, що проявляється порушеннями ковтання, утворення сльози (алакрімія) і ендокринологічними зрушеннями.
Зустрічається практично однаково серед обох статей. Імовірний ризик повторення синдрому в майбутніх вагітностях у батьків, які мають дитину, ураженим цим синдромом, становить 25 %. Фактичну захворюваність важко визначити через те, що іноді в таких ситуаціях з одного боку відбувається нерозпізнана смерть у дитинстві через кризу надниркової недостатності, з іншого боку — синдром може тривалий час перебігати легко, прояви можуть не проявитися аж до повноліття.

## Генетичні порушення і патогенез
Спадкування є аутосомно-рецесивним зі змінним представленням. Синдром пов'язаний з мутаціями в гені AAAS, який кодує білок, відомий як ALADIN (ALacrima Achalasia aDrenal Insufficiency Neurologic disorder). Було відкрито, що синдром виникає через зміни в інтервалі 6 мкм на короткому плечі хромосомі людини 12q13 поблизу кластера гена кератину II типу. Це дозволяє провести ранню генетичну діагностику.
Патогенез цього синдрому може бути пов'язана з прогресуючою втратою холінергічної функції в організмі. Альтернативно це порушення може являти собою дисфункцію сигналізації рецептора меланокортину, оскільки його рецептори регулюють функцію надниркової залози та функцію екзокринної залози шкіри. Ураження слізних залоз пов'язане з нейронною дегенерацією внаслідок виснаження секреторних гранул в ацинарних клітинах. Зменшення або відсутність сльозотечі часто призводить до дегідратаційно-індукованої кератопатії.

## Клінічні прояви
Характеризується основними проявами:
- наднирковою недостатністю (аддісоніазмом), яка подібна такій при Аддісоновій хворобі, але є рефрактерною для лікування адренокортикотропним гормоном;
- дефектом утворення сліз при народженні;
- ахалазією стравоходу;
- автономною нейропатією.

Симптоми аддісоніазма та ахалазії можуть розвинутися пізніше протягом життя. Незважаючи на повідомлення про розумову відсталість та бронзове забарвлення шкіри у батьків або бабусь і дідусів пацієнтів, вони не є загальними і не очікуються при аутосомно-рецесивній передачі. Мікроцефалія часто пов'язана з цим захворюванням, але це не є основним проявом або просто є віддзеркаленням періодичної гіпоглікемії та / або недоїдання. Характерний вигляд обличчя складається з довгих, витончених рис обличчя, наявності вузької верхньої губи та опущення кутів рота.
Ін'єкція судин кон'юнктив і подразнення повік можуть бути єдиними очевидними ознаками алакрімії.
Ахалазія стравоходу проявляється порушенням ковтання, періодичною регургітацією їжі, при цьому може виникати аспірація їжі у дихальні шляхи, що призводить до тяжких пневмоній.
Гіперпігментація шкіри є звичайною, але може спостерігатися рідше, ніж при хворобі Аддісона. Гіперкератоз і легке тремтіння долонь рук і підошов ніг є унікальною ознакою цього синдрому.
Неврологічні особливості різноманітні, найбільш поширеними є гіперрефлексія, дизартрія, носове звучання голосу (вимова) при патологічному опущенні піднебіння та атаксії його. У дорослих може проявитися прогресуюча нейронна дегенерація, розвитися паркінсонізм та погіршення психічного стану. Виникають дефекти вегетативної нервової системи, які проявляються ортостатичною гіпотензією (запамороченням та різким зменшенням артеріального тиску під час різкого переходу пацієнта із горизонтального у вертикальне положення), зменшенням коливань частоти серцевих скорочень під час глибокого дихання або проби Вальсальви (активної затримки дихання).

## Діагностика
У пацієнтів із симптомами алакрімії та ахалазії слід провести аналіз на базову активність адренокортикотропного гормону (АКТГ) та кортизолу і провести аналіз на стимуляцію АКТГ для оцінки функції надниркових залоз. Слід визначати рівень глюкози в крові.
Тести на моторику стравоходу є актуальними у пацієнтів із дисфагією, регургітацією їжі. Застосовують рентгенографію стравоходу із контрастуванням барієм, також використовують манометрію та ендоскопію. Рентгенографія з барієм зазвичай виявляє розширений стравохід з мінімальним перистальтичним рухом. Часто їжа проходить повільно через обмежений стравохідний сфінктер.
Вивчення при дослідженні ока за допомогою щілинної лампи може виявити кератопатію або виразку рогівки. Алакрімія може бути підтверджена за допомогою тесту Ширмера. Цей тест оцінює зволоження ока за допомогою спеціальної смужки, розміщеної на кон'юнктивному мішку протягом 5 хвилин. Менш ніж 10 мм зволоження є ненормальним. Для виявлення атрофії слізних залоз слід зробити магнітно-резонансну томографію (МРТ).

## Лікування
Замінне лікування глюкокортикостероїдами (ГКС) зменшує ознаки надниркової недостатності, але його потрібно ретельно оцінювати, адже перебільшення дози ГКС ускладнює ріст дітей, дає багато інших небажаних проявів, як це відбувається при хворобі Кушинга. Дозу ГКС підбирають виключно індивідуально. Але важливо вводити стресові дози ГКС під час розвитку фонової хвороби або заподіяння травми. У дорослих хворих, а також тих, хто має труднощі з дотриманням правил, необхідне заміщення гідрокортизону на еквіпотентну дозу преднізолону або дексаметазону є доречним. Преднізолон та дексаметазон менш підходять для підтримки тих випадків, коли у пацієнта є дефіцит мінералокортикоїдів, ніж гідрокортизон, який має збалансований ефект збільшення рівня мінералокортикоїдів.
Ахалазія стравоходу корегується хірургічним втручанням. Важливим є спостереження за пацієнтами з можливими легеневими ускладненнями (через рефлюкс та аспірацію) задля швидкого реагування на виникнення аспіраційної пневмонії. Важливим є терапія для зменшення рівня шлункової кислоти у пацієнтів з симптоматичним рефлюксом після хірургічного втручання — блокатори Н2-гістамінорецепторів чи протонної помпи.
Алакрімію зменшують за допомогою замінників сльози, проведення пунктальної оклюзії. Дітей має щорічно оглядати офтальмолог.